# Wydział zabójstw (serial telewizyjny)
Wydział zabójstw – polski serial kryminalny z 2008 roku, w reżyserii Krzysztofa Langa i Wojciecha Raweckiego, zrealizowany w konwencji paradokumentalnej. Kręcony w Pruszkowie i okolicach. Nakręcono 44 około 20-minutowe odcinki, wyemitowane przez TVP1.

## Obsada
- Henryk Dąbrowski – Antoni Sarnat „Tony”
- Beata Chruścińska – Ewa Rudzka
- Andrzej Rozmus – Edgar Szenke „Mrówa”
- Jacek Grondowy – Michał Puczyński „Ojciec”
- Bartosz Dziedzic – Robert Karpiel „Karpiu”
- Wojciech Skibiński – Stanisław Krupa „Naczelnik”
- Justyna Sieniawska – Justyna Ritter „Piękna”
- Ireneusz Dydliński – technik
- Andrzej Wójcik – technik
- Marek Serafin – patolog
- Saniwoj Król – patolog
- Waldemar Nowak – patolog Grossman
- Grzegorz Stosz – aspirant Marek Długosz
- Piotr Rzymyszkiewicz – Zygmunt Kulesza
- Stanisław Zatłoka – „Olej”; hiena cmentarna
- Marcin Sitek – Krystian Sowa
- Adam Pater – Zygmunt Szaniawski
- Krzysztof Wach – Tomek Walesiak
- Mikołaj Roznerski – Zbigniew Cieśla
- Dominik Nowak – Wojciech Dulęba
- Oskar Strzyżys – Heniek Cegielski
- Mateusz Rusin – Zygmunt Zdunek